# Pastel de frijoles
Un pastel de frijoles es un pastel natilla cuyo relleno consiste en frijoles molidos, granos de azúcar, mantequilla, leche, y especias.
Las especias y saborizantes comunes son vainilla, canela y nuez moscada. Las variaciones pueden incluir clavos de olor, jengibre, coco y muchos más.
Los pasteles de frijoles se asocian con la cocina musulmana afroamericana así como con la Nación del Islam ya que su líder Elijah Muhammad, alentó su consumo en lugar de otros alimentos afroamericanos. Los seguidores de esta comunidad comúnmente venden pasteles de frijoles.
- Datos: Q4876265